# Acta Mechanica et Automatica
Acta Mechanica et Automatica – recenzowane, angielskojęzyczne czasopismo naukowe o otwartym dostępie, publikujące artykuły teoretyczne i eksperymentalne z zakresu mechaniki oraz automatyki oraz robotyki. Czasopismo obejmuje swoim zakresem również zagadnienia z budowy i eksploatacji maszyn, inżynierii materiałowej oraz inżynierii biomedycznej. Czasopismo zostało założone w 2007 roku na Wydziale Mechanicznym Politechniki Białostockiej. Według danych za rok 2024 ma współczynnik cytowań impact factor 1 oraz 100 pkt. wg punktacji Ministerstwa Nauki i Szkolnictwa Wyższego.

## Proces publikacji
Czasopismo publikuje cztery numery rocznie. Każdy numer zawiera około 20 artykułów. Proces wydawniczy jest bezpłatny, a nadesłane manuskrypty poddawane są kontroli antyplagiatowej oraz recenzowane są przez dwóch niezależnych ekspertów. Wskaźnik odrzucenia wynosi 53%.

## Rada redakcyjna i naukowa
Od 2025 roku funkcję redaktora naczelnego pełni Michał Kuciej. Wcześniej stanowisko to zajmowali Krzysztof Jan Kurzydłowski (2021–2024) oraz Andrzej Seweryn (2007–2021). Radę naukową tworzy ponad 50 naukowców z różnych krajów, w tym m.in. Białorusi, Chin, Czech, Estonii, Francji, Hiszpanii, Indii, Japonii, Kanady, Litwy, Niemiec, Polski, Portugalii, Słowacji, Stanów Zjednoczonych, Turcji, Ukrainy, Węgier, Wielkiej Brytanii i Włoch. Wśród polskich członków rady znajdują się naukowcy, tacy jak Arkadiusz Mężyk, Janusz Kowal, Jerzy Klamka, Józef Kubik, Krzysztof Marchelek, Romuald Będziński, Tadeusz Burczyński, Tadeusz Kaczorek, Wiesław Ostachowicz, Zenon Mróz.

## Indeksowanie
Czasopismo jest indeksowane w licznych międzynarodowych bazach naukowych, w tym:
- Arianta
- Baidu Scholar
- BazTech
- CNKI Scholar
- CNPIEC – cnpLINKer
- Dimensions
- EBSCO Information Services
- Elsevier – Reaxys
- Ex Libris Group
- Google Scholar
- Index Copernicus
- JST
- J-Gate
- JournalGuide
- JournalTOCs
- KESLI-NDSL
- MyScienceWork
- Naver Academic
- Naviga
- POL-index
- QOAM
- ReadCube
- SCILIT
- Scopus
- Semantic Scholar
- SHERPA/RoMEO
- TDNet
- TEMA Technik und Management
- Ulrichsweb
- WanFang Data
- Web of Science
- WorldCat
- X-MOL